# Флотогравітація

Флотогравітація — комбінований процес збагачення корисних копалин, який поєднує флотацію і гравітацію. Флотогравітація здійснюється на апаратах для гравітаційного збагачення (концентраційних столах, гвинтових сепараторах, відсаджувальних машинах та інших), в яких, завдяки обробці флотаційними реагентами і введенню до пульпи бульбашок повітря, утворюються аерофлокули певних мінералів, що мають меншу густину, ніж частинки, які не взаємодіють з повітряними бульбашками. Відмінність у густині, яка створюється при цьому, сприяє більш ефективному розділенню мінералів, ніж при звичайному гравітаційному збагаченні. В промисловості флотогравітацію використовують в основному для виділення сульфідних мінералів з гравітаційних олов'яних і вольфрамових концентратів, а також для відділення апатиту і фосфориту від кварцу, циркону — від пірохлору, шеєліту — від каситериту тощо. Застосовується для крупнозернистих мінералів (0.1…3 мм), частіше — для гравітаційних колективних концентратів. Схеми Ф. включають операції зневоднення з дешламацією, перемішуванням щільної пульпи з реаґентами і власне Ф.

## Загальний опис
Флотогравітація основана на використанні різниці в фізико-хімічних властивостях поверхонь і густин розділюваних мінералів. У процесі флотогравітації на поверхні пульпи, що тече по похилій поверх-ні, створюється плівка, яка навантажена мінеральними частинками. При цьому на деці відбувається відділення флотаційноактивних частинок (напр., сульфідів) і розділення за густиною мінералів, що не флотуються.
Вихідним матеріалом для флотогравітації є густа пульпа колек-тивних гравітаційних концентратів (вміст твердого 50 — 70 %), яка попередньо проконтактувала з реагентами. Витрати реагентів і їх асортимент залежать від кількості і складу мінералів, які необхідно флотувати, у вихідному матеріалі. В результаті контакту оброблених реагентами мінеральних частинок з повітрям створюються аерофлокули (мінеральна частинка + повітряна бульбашка). Аерофлокули спливають на поверхню пульпи і потоком води транспортуються до місця розвантаження гравітаційного легкого продукту.
Флотогравітація здійснюється на ґвинтових сепараторах, шлю-зах, відсаджувальних машинах, але найчастіше — на концентраційних столах зі спеціальними пристроями.
Для поліпшення умов контакту мінеральних частинок з атмосфер-ним повітрям на концентраційних столах застосовують різні пристрої (контактори). На деки столу, безпосередньо біля розвантажувальних отворів живильного жолобу, по всій його довжині установлюють під-вищення, які мають опуклу або клиноподібну поверхню.
Для збільшення тривалості контакту застосовують додатково так звані зони осушення. Ці зони створюються установкою на поверхні столу клиноподібних планок (рис.) між подовжніми рифлями, а також на гладенькій частині (на відстані 0,3 — 0,5 м одна від одної). Клиноподібні планки (контактори) створюють на шляху пульпи бар'єри, при подоланні яких тверді частинки вступають в контакт з повітрям. Висота контакторів коливається від 2 до 12 мм, а довжина від 15 до 200 мм. Поліпшення контакту мінеральних частинок з атмосферним повітрям на деці столу іноді досягається пульсуючою подачею змивної води.
Процес флотогравітації інтенсифікують також подачею повітря на поверхню деки столу різними способами — згори на поверхню рухомої пульпи безперервним або пульсуючим потоком чи знизу безперервним потоком крізь канали в перфорованих рифлях або крізь систему диспергаторів .
В промисловості процес флотогравітації застосовують для виділення сульфідних мінералів з гравітаційних вольфрамових і олов'яних концентратів, а також для відділення апатиту і фосфориту від кварцу, шеєліту від каситериту і для розділення інших мінералів.